# Vytautas Černiauskas
Vytautas Černiauskas (ur. 12 marca 1989 w Poniewieżu) – litewski piłkarz występujący na pozycji bramkarza litewskim klubie FK Panevėžys  oraz w reprezentacji Litwy. Wychowanek Ekranasa Poniewież, w swojej karierze reprezentował także barwy FC Vaslui, Korony Kielce, Dinama Bukareszt i Ermis Aradipu.

## Sukcesy

### Ekranas Poniewież
- Mistrzostwo Litwy: 2008, 2009, 2010
- Puchar Litwy: 2009/10